# Ivan Goranov
Ivan Pavlov Goranov (in bulgaro Иван Павлов Горанов?; Velingrad, 10 giugno 1992) è un calciatore bulgaro, difensore del PAE Chania.

## Caratteristiche tecniche
È un terzino sinistro.

## Carriera

### Club
Cresciuto nelle giovanili del Levski Sofia, ha esordito il 2 aprile 2011 in occasione del match di campionato vinto 2-0 contro il Vidima-Rakovski.

### Nazionale
Ha giocato nella nazionale bulgara.

## Palmarès

### Club

#### Competizioni nazionali
- Coppa di Bulgaria: 1

Levski Sofia: 2021-2022